# Wlassicsia kinistinensis
Wlassicsia kinistinensis är en kräftdjursart som beskrevs av Birge 1910. Wlassicsia kinistinensis ingår i släktet Wlassicsia och familjen Macrothricidae. Inga underarter finns listade i Catalogue of Life.